# Claus Rode
Claus Rode Jensen (født 11. december 1949, død 29. august 2006) var en dansk embedsmand og direktør for Divisionsforeningen.
Claus Rode var uddannet cand.scient.pol. Han arbejdede i 1985 som kontorchef i Fiskeriministeriet. og havde tidligere arbejdet som 1. ambassadesekretær ved EF-Repræsentationen i Bruxelles.
I 1989 kom han til stillingen som direktør for Divisionsforeningen. Her stod han i april 1991 for at forhandle den første tv-aftale med TV 2 Danmark og siden 1998 med forhandlingerne med TV3-ejerselskabet Modern Times Group. Han bidrog også til skabelsen af superligaklubbernes selskab, Superligaen A/S, ligesom han var aktiv i UEFA i flere sammenhænge.
Claus Jensen døde af kræft.